# Corriol de Wilson
El corriol de Wilson ( Anarhynchus wilsonia) és una espècie d'ocell de la família dels caràdrids (Charadriidae) que habita platges i zones negades americanes, per la costa de Pacífic des de Baixa Califòrnia i nord de Sonora, cap al sud, fins al nord del Perú, i per la costa de l'Atlàntic des de Nova Jersey
cap al sud fins al nord-est del Brasil, a més de les Bahames i Antilles.